# Negabinära talsystemet
Det negabinära talsystemet är en representation för tal som har talbasen {\displaystyle -2} (minus två). Det liknar det binära talsystemet men är mer optimerat för mindre negativa tal.
Precis som i det binära talsystemet är siffran längst till höger minst signifikant i värde, men inte värdemässigt på en traditionell tallinje. I det negabinära talsystemet skiftar tecknen för värdet av sifferpositionen omväxlande.
Om det binära talet är 10101101 betyder det att det decimala talet är 
{\displaystyle 1\cdot 2^{7}+0\cdot 2^{6}+1\cdot 2^{5}+0\cdot 2^{4}+1\cdot 2^{3}+1\cdot 2^{2}+0\cdot 2^{1}+1\cdot 2^{0}=173}
I det negabinära talsystemet blir det:
111111101
{\displaystyle 1\cdot (-2)^{8}+1\cdot (-2)^{7}+1\cdot (-2)^{6}+1\cdot (-2)^{5}+1\cdot (-2)^{4}+1\cdot (-2)^{3}+1\cdot (-2)^{2}+0\cdot (-2)^{1}+1\cdot (-2)^{0}=173}
På samma sätt kan man uttrycka negativa tal så här, exempelvis det decimala talet -42:
101010
{\displaystyle 1\cdot (-2)^{5}+0\cdot (-2)^{4}+1\cdot (-2)^{3}+0\cdot (-2)^{2}+1\cdot (-2)^{1}+0\cdot (-2)^{0}=(-42)}